# Marqués de Bradomín

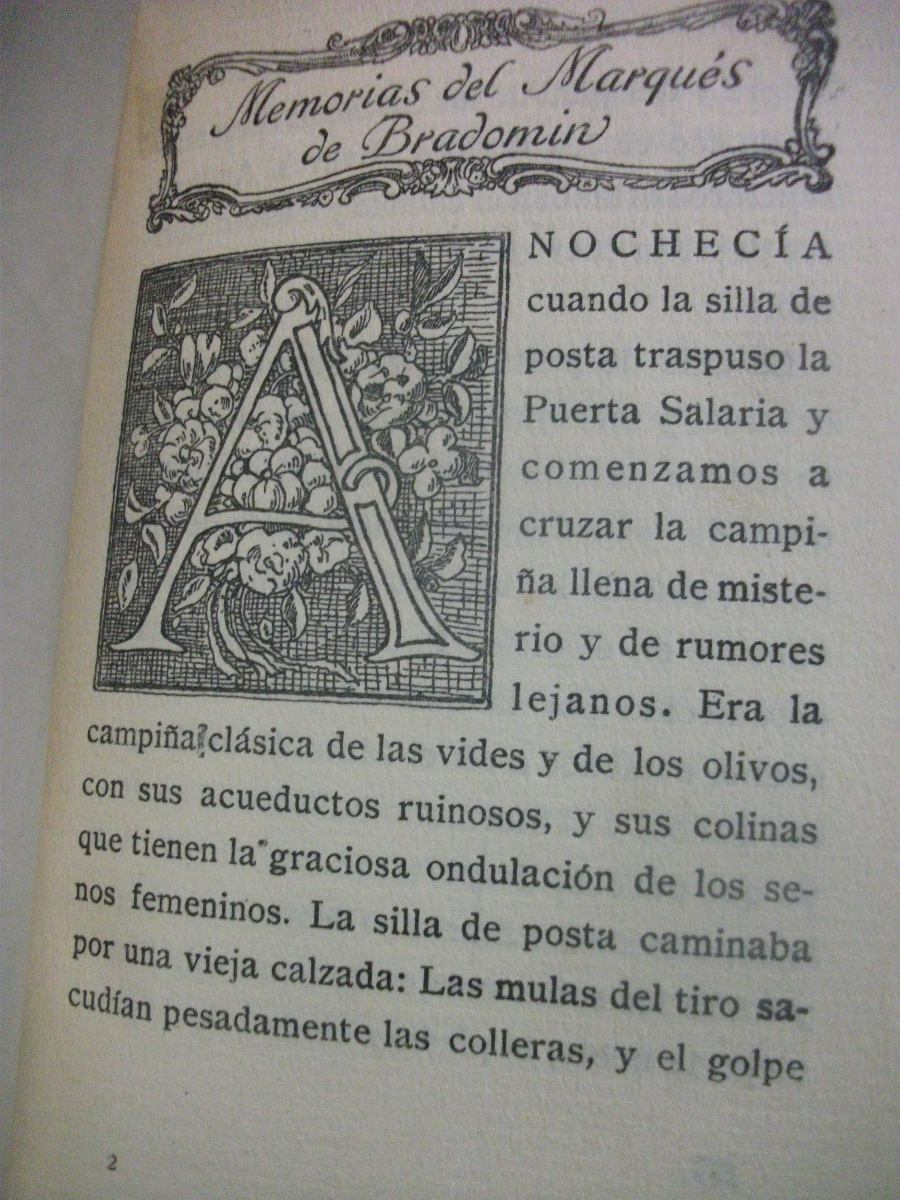
Memorias del marqués de Bradomín (edición de 1922).

El Marqués de Bradomín es un personaje de ficción creado por Ramón María del Valle-Inclán y considerado por parte de la crítica como el «álter ego» del autor. Protagonista de la tetralogía narrativa de las Sonatas (de otoño, estío, primavera e invierno, escritas entre 1902 y 1905), el personaje aparece como una especie de Don Juan con espíritu de cruzado. Valle-Inclán reconoció haberse inspirado en la figura de Carlos Calderón y Vasco, militar español que llegó a ser brigadier durante la tercera guerra carlista, aunque en otra ocasión dijo que se inspiró en el escritor Ramón de Campoamor. La popularidad del personaje ha generado un premio literario, convocado desde 1985, y un título nobiliario póstumo a Valle-Inclán, creado en 1981. También lo menciona Antonio Machado, en su poema autobiográfico con los versos 

...Ni un seductor Mañara ni un Bradomín he sido... 
ya conocéis mi torpe aliño indumentario
 Antonio Machado: "Retrato", en Campos de Castilla 

## Biografía

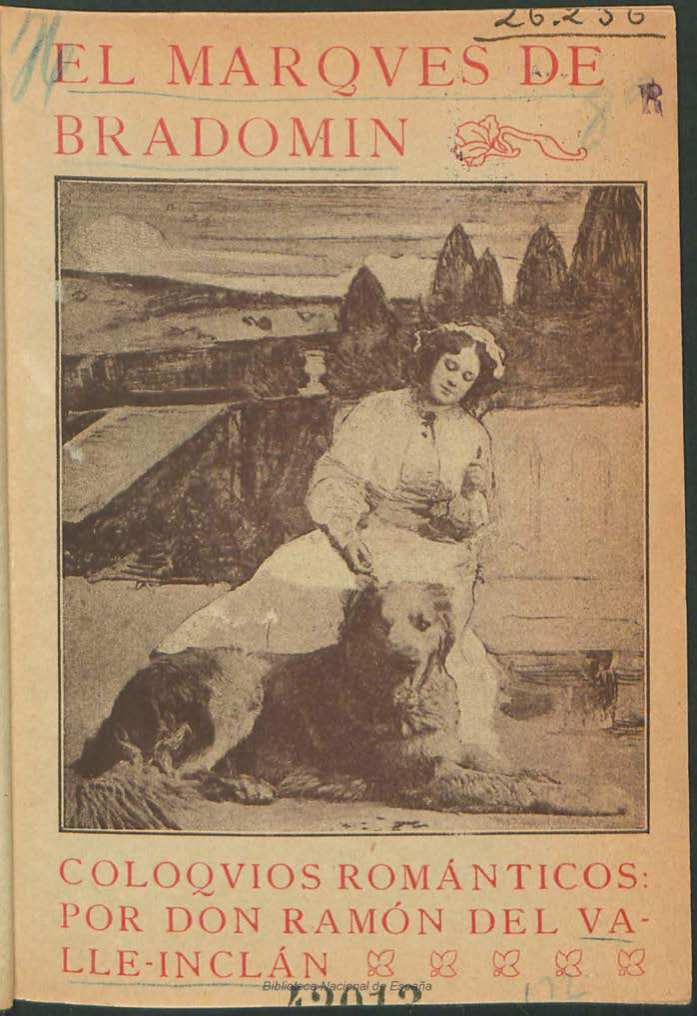
Edición de El marqués de Bradomín: coloquios románticos, por Ramón del Valle Inclán, publicado en 1907 por el editor Pueyo, en Madrid, y con introducción de José María Vargas Vila (1860-1933) "Elogio de don Ramón María del Valle-Inclán".

Presentado por el propio autor en su autobiografía como su «noble tío», de nombre Xavier, «¡Aquel viejo, cínico, descreído y galante como un cardenal del Renacimiento!», un «donjuán» «feo, católico y sentimental». Su primera aparición en la prensa española se registra en Los Lunes del Imparcial, donde Valle-Inclán empieza a publicar Sonata de otoño (1902), cuya trama se desarrolla en la Galicia natal del autor y el personaje es un hombre maduro. Bradomín volverá a aparecer como protagonista de las otras tres sonatas que, sin respetar ni los ciclos vitales ni el orden estacional, fueron apareciendo en años posteriores; así la Sonata de estío (1903) trascurre en México, la Sonata de primavera (1904) lo hace en Italia con un juvenil Bradomín, y la Sonata de invierno (1905) en Navarra; unas «historias secas de lágrimas», como las calificó el filósofo José Ortega y Gasset.
Aventurero modernista digno del Romanticismo, Bradomín estuvo en Tierra Caliente y en Tierra Santa, fue guardia noble del Papa y capitán de Lanceros al servicio del aspirante Carlos VII. El legitimismo del marqués hace que aparezca en acción o mención en la trilogía carlista de Comedias bárbaras, que forman las piezas dramáticas Águila de blasón (1907), Romance de lobos (1908) y Cara de Plata (1923). También aparece como personaje secundario en las novelas de La guerra carlista (1908-1909) y El ruedo ibérico (1927-1932), y en la obra de teatro Luces de Bohemia (1920).
En 1959, el Bradomín de la Sonata de estío fue interpretado por Francisco Rabal en la adaptación cinematográfica de Juan Antonio Bardem, de producción hispano-mexicana.

## De Mañara a Bradomín
El donjuanismo, tema recurrente, casi obsesivo en la literatura española, espejo ‘de o para’ las peripecias de Casanova y los sueños de Barbey d'Aurevilly, fue definido por el propio Valle-Inclán con esta reflexión, en la que el autor aparta el mito clásico de la esencia de Bradomín, su personaje:

Don Juan es un tema eterno y nacional; pero Don Juan no es esencialmente conquistador de mujeres; se caracteriza también por la impiedad y por el desacato a las leyes y a los hombres. En Don Juan se han de desarrollar tres temas. Primero, falta de respeto a los muertos y a la religión, que es una misma cosa; segundo, satisfacción de sus pasiones saltando sobre el derecho de los demás, tercero, conquista de mujeres. Es decir, demonio, mundo y carne, respectivamente. Don Juan es el Ángel rebelde; es monstruo y no engendra; es eterno y no se reproduce, como todo lo monstruoso y como todo lo eterno. Don Juan es el ideal para los hombres; todos los hombres admiran a Don Juan y lo admiran por su trinidad monstruosa. Los donjuanes anteriores al marqués de Bradomín reacciona ante el amor y ante la muerte; les faltaba la Naturaleza. Bradomín, más moderno, reacciona también ante el paisaje.
Ramón María del Valle-Inclán 

Otro retrato del personaje que puede recordarse es el dibujado en el soneto que desde París le enviara Rubén Darío, tras la lectura de la Sonata de otoño:

Marqués (como el Divino lo eres), te saludo.

Es el otoño y vengo de un Versalles doliente.
		
Había mucho frío y erraba vulgar gente.
		
El chorro de agua de Verlaine estaba mudo.		

Me quedé pensativo ante un mármol desnudo,
		
cuando vi una paloma que pasó de repente,
		
y por caso de cerebración inconsciente
		
pensé en ti. Toda exégesis en este caso eludo.		

Versalles otoñal; una paloma; un lindo
		
mármol; un vulgo errante, municipal y espeso;
		
anteriores lecturas de tus sutiles prosas;

la reciente impresión de tus triunfos... prescindo
		
de más detalles para explicarte por eso
		
cómo, autumnal, te envío este ramo de rosas.
Rubén Darío (en Cantos de vida y esperanza)

## Obras de origen
Sonatas: Memorias del Marqués de Bradomín: Sonata de otoño (1902), Sonata de estío (1903), Sonata de primavera (1904), Sonata de invierno (1905); y su adaptación teatral El marqués de Bradomín: Coloquios románticos (1906).